# 鷺宮スポーツ・コミュニティプラザ
鷺宮スポーツ・コミュニティプラザ（さぎのみやスポーツコミュニティプラザ）は、東京都中野区白鷺にある総合体育館。2018年までは中野区立鷺宮体育館と呼ばれていた。改修工事を経て、鷺宮スポーツ・コミュニティプラザとして2019年より運営されている。中野区において二番目の総合体育館である。

## 年表
- 1988年7月17日-鷺宮体育館として開設。
- 2018年7月より-改修工事のため一時閉館。[4]
- 2019年4月1日-鷺宮スポーツ・コミュニティプラザとして新たに運営。[5]

## 施設
参照
- 体育館(825平方メートル)-バスケット1面、フットサル1面、バレーボール2面、バドミントン3面、卓球場16台可能
- 温水プール(25m)・子ども用プ―ル
- 第1会議室(64平方メートル)
- 多目的ルーム(93平方メートル)
- ミーティングルーム(65平方メートル)
- 鷺宮運動広場(約4920平方メートル)-鷺宮スポーツ・コミュニティプラザに隣接してある運動広場。鷺宮スポーツ・コミュニティプラザが管理している。軟式野球やサッカーなどが利用可能。

利用できる競技や個人利用・団体利用ができる時間・曜日は決まっているので要確認。

## 交通アクセス
- 西武新宿線・鷺ノ宮駅より徒歩3分